# Eliana Tidhar
Eliana Tidhar (Tel Aviv, 24 agosto 1992) è un'attrice e cantante israeliana, conosciuta per il ruolo di "Danny" nella serie tv Diggers e nello spin-off Galis Summer Camp.

## Biografia
Eliana Tidhar è nata e cresciuta a Tel Aviv. Sua madre,Aida, è sovietica, nata in Lettonia, di origini Lettoni e Russe. Suo padre, Yair, è di origine israeliane. Suo cugino è l'attore Yuval Segal e i suoi zii sono gli attori Shumuel Segal e Yossi Segal.
Tidhar ha completato gli studi superiori in teatro presso il ginnasio ebraico di Herzliya.Contemporaneamente studia pianoforte al Conservatorio di Musica israeliano di Tel Aviv.Fu anche cantante nella band "Cheech's Neighbors" e nella band Tel Aviv Scouts, dove si esibisce, tra le altre cose, in musical diretti da Yaron Kafkafi e Amir Fay Gutman.
Tidhar prestò servizio nelle IDF nella banda militare "Kitbag".
Il suo primo ruolo televisivo risale al 2004 quando aveva 12 anni. Partecipò al film per bambini"Il segreto delle parole", un cortometraggio prodotto in onore della festa di Sukkot, interpretando il ruolo di se stessa.
Nel 2011, è stata scelta per la serie "The Dreamers" sul canale per bambini HOT, dove ha interpretato Danielle (Dani) Rubin e ha cantato la sigla della serie con Tuval Shafir, con la canzone "Children of the Future". Nello stesso anno, ha vinto con lui il premio "Coppia dell'anno" alla cerimonia del Children's Choice Awards.